# 竹浦バスストップ
竹浦バスストップ（たけうらバスストップ）とは、北海道白老郡白老町字竹浦にある、道央自動車道上の高速バス専用停留所。
案内標識は「竹浦」であるが、バス事業者では「高速竹浦」（こうそくたけうら）の名称で案内されている。

## 概要
道央自動車道建設の際に地元との協議で設置されたバス停で、竹浦地区の東部に位置する。JR竹浦駅まで約1km。

## 路線
2023年（令和5年）10月1日現在。竹浦から乗車する際は、全路線両方向とも予約が必要。
通行止め等で一般道へ迂回する場合は道南バス「竹浦（国道）」停留所に代替停車する。

### 下り線（札幌方面）
道南バス
- 高速おんせん号、高速白鳥号、高速蘭東ライナー号 札幌市方面
- 高速はやぶさ号、高速登別温泉エアポート号 新千歳空港方面
- 登別温泉・白老線 ウポポイ方面
  - 路線詳細は事業者記事を参照。

北海道中央バス
- 高速むろらん号 札幌市方面
  - 路線詳細は北海道中央バス札幌北営業所を参照。

### 上り線（室蘭方面）
道南バス
- 下り線に停車する各路線 降車専用

北海道中央バス
- 高速むろらん号 室蘭市方面

## 隣
E5道央自動車道
(18) 登別東IC - 竹浦BS - 萩野PA - (19) 白老IC